# Alfredo Mariscal
Alfredo Mariscal Hurtado (Cananea, Sonora; 28 de octubre de 1942 - San Luis Potosí, SLP; 25 de febrero de 2021) Fue un lanzador zurdo mexicano de béisbol profesional. Jugó en diferentes ligas

## Liga Norte de Sonora.
Jugó con Mineros de Cananea en la Liga Norte de Sonora en los años 70´s.

## Liga Mexicana de Béisbol
Jugó 18 temporadas en la Liga Mexicana de Béisbol con varias organizaciones, logrando 149-126 en ganados y perdidos; 114 juegos completos, con 25 blanqueadas, 758 bases por bolas y 1,113 bateadores ponchados en 460 encuentros, en 2,190 entradas lanzadas y 3.60 de efectividad.
En 1970 jugó con Leones de Yucatán donde logró 21-7 en ganados y perdidos, con promedio de efectividad de 1.85 y 147 ponchados. En 1971 jugó con Algodoneros de Unión Laguna. Jugó en 1974 con los Saraperos de Saltillo. También jugó con Pericos de Puebla, Águila de Veracruz, Poza Rica, Alijadores de Tampico y Tabasco.

## Ligas Menores de los Estados Unidos
Jugó en 1970 con Spokane Wa. Sucursal AAA de los Dodgers de los Ángeles. En 1971, estuvo con Tucson Az. donde tuvo 26 apariciones y resultó 1-1.

## Liga Mexicana del Pacífico
Participó en la Liga Mexicana del Pacífico por 15 temporadas con varios clubes. Logró 94 juegos ganados y 88 perdidos, con 2.96 en carreras limpias admitidas. Lanzó 21 blanqueadas, ponchó a 867 jugadores y fue líder de blanqueadas en 1963-64 con cuatro. 
Debutó en la temporada 62-63 con los Rieleros de Empalme. En 1967 jugó con Venados de Mazatlán. Jugó con Algodoneros de Guasave, en 1972-73 con récord de 14-4. Luego estuvo con Mayos de Navojoa donde culminó su carrera en 1978-79.
Además, fue de los pocos lanzadores buenos para batear, hasta jonrones.

## Logros, récords y reconocimientos
- Logró 8 temporadas con más de 10 victorias por año y 4 con más de 15 conquistas.
- Fue líder con 21 de juegos ganados en 1970
- Fue líder en efectividad en 1970 lanzando para los Leones de Yucatán con 1.85 de CLA.
- En 1970 fue líder de juegos ganados con 21.
- Fue incluido en Salón de la Fama del Béisbol Mexicano en 2013[4]

## Vida personal
Se casó con María de Jesús Mata. Tuvo a 6 hijos varios de ellos basquetbolistas profesionales: Alfredo, Víctor, Guillermo, Armando, Cinthia y Ana. Falleció a los 79 años